# 쑨텅위
쑨텅위(중국어: 孙腾宇, 1992년 9월 12일~)는 중국의 바둑 기사이다.

## 약력
- 2008년 전국개인전 우승
- 2009년 4단 승단, 제11회 아함동산배 우승(대 퍄오원야오), 제11회 중일 아함동산배 우승(대 하네 나오키), 4단에서 7단으로 승단